# 4P
4P właściwie Przemysław Majewski (ur. 1979 w Koszalinie) – polski raper.
Współzałożyciel zespołu 4xP, z którym wydał dwa albumy: Życie (2002) i Uliczne przesłanie (2003).

## Dyskografia
Albumy
| Rok  | Dane dot. albumu                                                                     |
| ---- | ------------------------------------------------------------------------------------ |
| 2002 | Życie (wraz z 4xP) - Data: 2002 - Wydawca: brak (nielegal)                           |
| 2003 | Uliczne przesłanie (wraz z 4xP) - Data: 2003 - Wydawca: brak (nielegal)              |
| 2005 | Człowiek w kapturze (jako 4Pmc) - Data: 2005 - Wydawca: brak (nielegal)              |
| 2007 | Zorganizowana grupa rapowa (oraz Onil) - Data: 1 czerwca 2007 - Wydawca: Fonografika |
| 2010 | Zły / Dobry chłopak - Data: 27 lutego 2010 - Wydawca: Fonografika                    |

Występy gościnne
| Rok  | Utwór                                                                                       | Album                                         | Źródło |
| ---- | ------------------------------------------------------------------------------------------- | --------------------------------------------- | ------ |
| 2007 | „Tworzę to” (gościnnie: 4P)                                                                 | Podaj dalej – Jajco                           | [ 7 ]  |
| 2007 | „ZGR” (Bonus Track) (gościnnie: 4P, Onil)                                                   | Operacja kocia karma – Killaz Group           | [ 8 ]  |
| 2009 | „Zgoda buduje” (gościnnie: 4P, Kaczor)                                                      | Urodzony by przegrać, żyje by wygrać – Sobota | [ 9 ]  |
| 2009 | „Najgorszy” (gościnnie: Rest, 4P)                                                           | Dżonson – Łysonżi                             | [ 10 ] |
| 2010 | „Właśnie to mam na myśli” (gościnnie: 4P)                                                   | Rap, stresy, hulana, interesy – PMM           | [ 11 ] |
| 2011 | „Miłość z bloków” (gościnnie: 4P) „Miłość z bloków Instrumental” (Reedycja) (gościnnie: 4P) | Pomiędzy bitami – 101 decybeli                | [ 12 ] |